# Рудолф I фон Верденберг
Рудолф I фон Верденберг (на немски: Rudolf I von Werdenberg; * ок. 1190; † октомври 1244 и 7 октомври 1247) от род Верденберги е граф на Верденберг-Монфорт-Брегенц, родител на графовете фон Верденберг.

## Произход и наследство
Той е син на граф Хуго I (IV) фон Монфор-Брегенц († 1228) и съпругата му Матилда фон Ешенбах-Шнабелбург, дъщеря на Валтер I фон Ешенбах-Шнабелбург († сл. 1185) и Аделхайд фон Шварценберг († 1189). Внук е на пфалцграф Хуго IV фон Тюбинген († 1182) и Елизабет фон Брегенц-Пфуллендорф († 1216), дъщеря на граф Рудолф фон Брегенц, Кур и Пфулендорф († 1160) и принцеса Вулфхилд Баварска († сл. 1156), дъщеря на Хайнрих Черния († 1125), херцог на Бавария (Велфи).
Брат е на граф Хуго II фон Монфор-Брегенц († 1260), Вилхелм фон Монфорт, катедрален провост в Кур († 1237), Хайнрих епископ на Кур († 1272), Фридрих фон Монфорт, домхер в Кур и Констанц († 1285), Елизабет († сл. 1269), Агнес и още две сестри.
Рудолф I и брат му Хуго II поемат през 1228 г. наследството на баща им. Родът изчезва през 1787 г.

## Фамилия
Рудолф I фон Верденберг се жени 1230? г. за Клемента фон Кибург († сл. 5 октомври 1249), дъщеря на граф Вернер I фон Кибург († 1228) и принцеса Аликс от Лотарингия († 1242), дъщеря на херцог и маркграф Фридрих (Фери) II от Горна Лотарингия († 1213) и Агнес (Томазия) фон Бар († 1226). Те имат децата:
- Хуго I фон Верденберг-Хайлигенберг († 7 декември 1280), граф на Верденберг и Хайлигенберг, женен пр. 11 февруари 1263 г. за Мехтилд фон Нойфен († сл. 1267)
- Хартман I фон Верденберг († 3 април 1271), граф на Верденберг, женен 1256 г. за Елизабет фон Ортенбург († сл. 1282)
- Клеменция фон Верденберг († 28 февруари 1282), омъжена пр. 1230 г. за граф Фридрих III фон Тогенбург († 1309)
- Хайнрих I фон Монфор († 20 януари 1273), абат на Дизентис
- Хедвиг фон Монфор († 1275), омъжена пр. 16 януари 1251 г. за граф Бертхолд II фон Хайлигенберг († 1262), майка на Бертхолд III († 1298), епископ на Кур (1290/91 – 1298)
- Елизабет фон Монфор († сл. 1247), омъжена пр. 7 октомври 1247 г. за граф Дитхелм III/VII/VIII) фон Тогенбург († 1248)